# 火界岭
火界岭是中国广东省广州市从化区的一个自然村。在太平镇东南面约13千米，属秋枫村管辖。清朝时建村。1998年时，全村人口72人。